# Fulgurodes aculearia
Fulgurodes aculearia är en fjärilsart som beskrevs av Achille Guenée 1858. Fulgurodes aculearia ingår i släktet Fulgurodes och familjen mätare. Inga underarter finns listade i Catalogue of Life.